# Comuna Kobrînove, Talne
Kobrînove (în ucraineană Кобринове) este o comună în raionul Talne, regiunea Cerkasî, Ucraina, formată din satele Huleaika și Kobrînove (reședința).

## Demografie
Componența lingvistică a comunei Kobrînove
     Ucraineană (98,05%)
     Rusă (1,63%)
     Alte limbi (0,11%)
Conform recensământului din 2001, majoritatea populației comunei Kobrînove era vorbitoare de ucraineană (98,05%), existând în minoritate și vorbitori de rusă (1,63%).